# Nephrotoma ordinaria
Nephrotoma ordinaria is een tweevleugelige uit de familie langpootmuggen (Tipulidae). De soort komt voor in het Neotropisch gebied.